# Väljaküla (Valga)
Väljaküla (ook wel Välläkülä of Välja, Duits: Wölla) is een plaats in de Estlandse gemeente Valga, provincie Valgamaa. De plaats heeft de status van dorp (Estisch: küla).
Tot in oktober 2017 behoorde Väljaküla tot de gemeente Tõlliste. In die maand werd Tõlliste bij de gemeente Valga gevoegd.

## Bevolking
Het dorp had 58 inwoners op 31 december 2011 en 48 inwoners op 31 december 2021.

## Ligging
De plaats ligt ten noorden van de vlek Laatre en aan de rivier Laatre. Bij Väljaküla ligt het kleine natuurgebied Valli soo hoiuala (25,9 ha), een moerasgebied. De Tugimaantee 72, de secundaire weg van Sangaste naar Tõlliste, loopt door Väljaküla.

## Geschiedenis
In de middeleeuwen hoorde Väljaküla met Laatre tot de bezittingen van het Cisterciënzer klooster Falkenau bij Kärkna. Na de vernietiging van het klooster in 1558 viel het dorp onder het landgoed van Fölk (Laatre). Het stond in de loop der jaren bekend onder verschillende namen: Wellakul (1582), Welle (1628), Wello (1638), Weljaküll (1723), Wölla (1796), Welja (1808) en Walja (1839).
In 1977 werd een deel van het buurdorp Lossiküla bij Väljaküla gevoegd.